# Supozycja
Supozycja – rola znaczeniowa, jaką przypisuje się danej nazwie.
Supozycja danej nazwy może być:
- normalna, kiedy dotyczy pewnego przedmiotu lub zbioru przedmiotów podpadających pod daną nazwę – można wydzielić trzy rodzaje supozycji normalnej:
  - personalna (prosta) – jeśli wyrażenie odnosi się do dokładnie jednego, konkretnego desygnatu, np. „dziś widziałem węża”;
  - uniwersalna – jeśli wyrażenie odnosi się do każdego z desygnatów danej nazwy, np. „wąż nie ma nóg”;
  - formalna – jeśli dotyczy jakiegoś zbioru desygnatów, np. „węże są chlubą naszego zoo”;
- materialna – jeśli dotyczy wyrazu określającego desygnat; charakterystyczne jest to, że według polskiej ortografii, nazwa o supozycji materialnej jest umieszczana w cudzysłowie; tego typu supozycja rozpada się na dwa rodzaje:
  - narracyjną – gdy wyrażenie odnosi się do pewnego konkretnego wygłoszenia lub napisu, np. „Jadźka wbiegła z ogrodu na werandę, krzycząc «Ratunku! WĄŻ!!!»”;
  - lokucyjną – gdy odnosi się do każdego wyrażenia równokształtnego z wygłoszonym, np. „wyraz «wąż» jest krótki”.

Nazwy generalne mogą występować we wszelkich supozycjach, a indywidualne – tylko w personalnej i materialnej. (Nazwa „biologiczne matki Sokratesa” jest błędna).
Alexius Meinong określił mianem supozycji stan pośredni między przedstawieniem a przekonaniem. Według niego supozycja to myśl twierdząca lub przecząca, ale pozbawiona momentu przekonania. W sferze tak rozumianych supozycji („przekonania na niby”, przekonania pozorne) Władysław Witwicki „umiejscowił” wiarę religijną ludzi oświeconych.